# ادوارد مارکاروف
ادوارد آرتیومی مارکاروف (ارمنی: Էդուարդ Արտյոմի Մարգարով؛ زادهٔ ۲۰ ژوئن ۱۹۴۲) یک بازیکن فوتبال اهل ارمنستان است.

## باشگاهی
از باشگاه‌هایی که در آن بازی کرده‌است می‌توان به باشگاه فوتبال نفتچی باکو و آرارات ایروان اشاره کرد.

### آمار باشگاهی
| باشگاه        | فصل           | لیگ    | لیگ   | جام حذفی | جام حذفی | اروپا  | اروپا | سوپر جام | سوپر جام | مجموعاً | مجموعاً |
| باشگاه        | فصل           | حضورها | گل ها | حضورها   | گل ها    | حضورها | گل ها | حضورها   | گل ها    | حضورها | گل‌ها   |
| ------------- | ------------- | ------ | ----- | -------- | -------- | ------ | ----- | -------- | -------- | ------ | ------ |
| نفتچی باکو    | ۱۹۶۱          | ۱۱     | ۱     | ?        | ۰        | ۰      | ۰     | ۰        | ۰        | ?      | ۱      |
| نفتچی باکو    | ۱۹۶۲          | ۳۰     | ۱۶    | ۱        | ۰        | ۰      | ۰     | ۰        | ۰        | ۳۱     | ۱۶     |
| نفتچی باکو    | ۱۹۶۳          | ۳۷     | ۱۲    | ?        | ۰        | ۰      | ۰     | ۰        | ۰        | ?      | ۱۲     |
| نفتچی باکو    | ۱۹۶۴          | ۲۷     | ۸     | ?        | ۰        | ۰      | ۰     | ۰        | ۰        | ?      | ۸      |
| نفتچی باکو    | ۱۹۶۵          | ۳۱     | ۱۰    | ?        | ۰        | ۰      | ۰     | ۰        | ۰        | ?      | ۱۰     |
| نفتچی باکو    | ۱۹۶۶          | ۲۶     | ۱۲    | ۰        | ۰        | ۰      | ۰     | ۰        | ۰        | ۲۶     | ۱۲     |
| نفتچی باکو    | ۱۹۶۷          | ۳۱     | ۱۴    | ۵        | ۳        | ۰      | ۰     | ۰        | ۰        | ۳۶     | ۱۷     |
| نفتچی باکو    | ۱۹۶۸          | ۲۵     | ۷     | ۴        | ۳        | ۰      | ۰     | ۰        | ۰        | ۲۹     | ۱۰     |
| نفتچی باکو    | ۱۹۶۹          | ۱۴     | ۵     | ۴        | ۳        | ۰      | ۰     | ۰        | ۰        | ۱۴     | ۵      |
| نفتچی باکو    | ۱۹۷۰          | ۱۹     | ۳     | ۵        | ۲        | ۰      | ۰     | ۰        | ۰        | ۲۴     | ۵      |
| مجموعاً        | مجموعاً        | ۲۵۱    | ۸۸    | ?        | ۸        | ۰      | ۰     | ۰        | ۰        | ?      | ۹۶     |
| آرارات ایروان | ۱۹۷۱          | ۲۵     | ۱۴    | ۴        | ۱        | ۰      | ۰     | ۰        | ۰        | ۲۹     | ۱۵     |
| آرارات ایروان | ۱۹۷۲          | ۲۲     | ۲     | ۲        | ۰        | ۴      | ۲     | ۰        | ۰        | ۲۸     | ۴      |
| آرارات ایروان | ۱۹۷۳          | ۲۴     | ۱۰    | ۸        | ۵        | ۰      | ۰     | ۰        | ۰        | ۳۲     | ۱۵     |
| آرارات ایروان | ۱۹۷۴          | ۲۱     | ۵     | ۵        | ۲        | ۳      | ۵     | ۰        | ۰        | ۲۹     | ۱۲     |
| آرارات ایروان | ۱۹۷۵          | ۲۷     | ۱۰    | ۵        | ۲        | ۶      | ۵     | ۰        | ۰        | ۳۸     | ۱۷     |
| مجموعاً        | مجموعاً        | ۱۱۹    | ۴۱    | ۲۴       | ۱۰       | ۱۳     | ۱۲    | ۰        | ۰        | ۱۵۶    | ۶۳     |
| Career Totals | Career Totals | ۳۷۰    | ۱۲۹   | ?        | ?        | ۱۳     | ۱۲    | ۰        | ۰        | ?      | ?      |

## تیم ملی
وی همچنین در تیم ملی فوتبال شوروی بازی کرده‌است. مارکاروف نخستین بازی ملی خود را که یک بازی دوستانه بود در تاریخ ۵ ژوئن ۱۹۶۶ در مسکو در مقابل فرانسه انجام داده‌است.

## = باشگاهی
=

#### بازیکت
آرارات ایروان
- Soviet Top League: ۱۹۷۳
- Soviet Top League نایب قهرمان: ۱۹۷۱
- Soviet Cup: ۱۹۷۳, ۱۹۷۵

#### مربی
آرارات ایروان
- Soviet Top League نایب قهرمان: 1976 (spring)
- Soviet Cup نایب قهرمان: ۱۹۷۶

هومنمن ای‌ای بیروت
- Lebanese Elite Cup: ۱۹۹۹

میکا
- جام استقلال: ۲۰۰۰، ۲۰۰۱

### ملی
بازیکن
تیم ملی فوتبال شوروی
- جام جهانی فوتبال (۱): جام جهانی فوتبال ۱۹۶۶ مقام چهارم

مربی
تیم ملی فوتبال زیر ۲۱ سال شوروی
- UEFA Euro U-21 (1): 1990
- جام جهانی فوتبال زیر ۲۰ سال (۱): ۱۹۹۱ مقام سوم

### انفرادی
- عضو باشگاه گریگوری فدوتوف - ۱۵۹ گل
- برترین گلزن لیگ قهرمانان اروپا (1): جام باشگاه‌های اروپا ۷۵–۱۹۷۴
- Best 33 players of the Soviet Top League فصل: № ۲–۱۹۷۳; № ۳–۱۹۷۱، ۱۹۷۵
- شهروند افتخاری شهر فرزنو، کالیفرنیا[۲]
- شهروند افتخاری شهر اورشلیم[۲]
- نشان لیاقت میهن‌پرستی[۳]
- مربی شایسته ارمنستان شوروی